# سیکرت گاردن
سیکرت کاردن (به انگلیسی: Secret Garden) گروه دونوازی نروژی-ایرلندی است که در سبک موسیقی نیو اینسترومنتال (موسیقی عصر نو) کار می‌کنند که گاهی به اشتباه از آن با نام نئو کلاسیکال یاد می‌شود. این گروه شامل ویولنیست ایرلندی فینوآلا شری و پیانیست و آهنگساز نروژی رولف لولاند است. سیکرت گاردن بیش از سه میلیون نسخه از آلبومش را در سال ۱۹۹۵ فروخت و آهنگ "قطعه دل انگیز" یا "Nocturne" آنها هم در مسابقه آواز یوروویژن برای دومین بار از نروژ برنده شد.